# 毛脉孩儿参
毛脉孩儿参（学名：Pseudostellaria japonica）为石竹科孩儿参属的植物。分布于俄罗斯、日本以及中国大陆的黑龙江、辽宁、吉林等地，生长于海拔350米的地区，一般生长在针阔混交疏林下阴湿地，目前尚未由人工引种栽培。

## 别名
毛假繁缕（东北植物检索表）